# Filippo Strozzi (General)

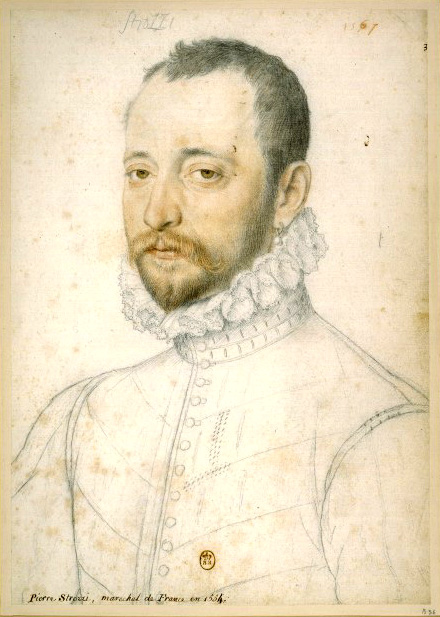
Filippo Strozzi

Filippo Strozzi (* 1541; † 1582) war ein florentinischer General im Dienste Frankreichs. Er stammte aus der italienischen Familie Strozzi.
Er war der Sohn des französischen Marschalls Piero Strozzi und ein Enkel des jüngeren Filippo Strozzi, diente in der französischen Armee und wurde von den Spaniern auf dem Feldzug gegen den Herzog von Terceira bei einer Seeschlacht vor den Azoren gefangen genommen und getötet. Er war ein Freund von Pierre de Bourdeille, seigneur de Brantôme (1540–1614).